# UボートXI型
UボートXI型 (U-Boot Klasse XI) はドイツ海軍が計画していた航洋型潜水艦。
本型は大西洋を活動範囲とし、装備した大型の艦砲で商船を撃沈することを目的にしている。艦砲のほか、様々な兵器を搭載することが予定されており、航続距離も20,600海里と長くなるように設計されていた。大型の艦であり、IXC型の水中排水量1,232tに比較し、3,930tとなっている。1939年に発注され4隻が起工されたものの、第二次世界大戦が始まると量産に向かないとして建造中止された。

## 主要諸元(計画)
- 全長:115m
- 全幅:9.5m
- 喫水:6.2m
- 水上排水量:3,140t
- 水中排水量:3,930t
- 速度(水上/水中):23.0kt/7.0kt
- 水上航続距離:20,600海里/6.0kt
- 水中航続距離:50海里/3.0kt
- 兵装:53cm魚雷発射管×6(魚雷×12)、12.7cm連装砲×2、37mm機関砲×2、20mm機銃 水上機1機
- 乗員:110名